# 阿德拉米狄翁
阿德拉米狄翁（羅馬化：Adramyttion）是位于伊奥利亚地区的一座古代城市与教区，位于今日的土耳其。其最初位于阿德拉米狄翁湾边，坐落于底比平原的卡伊库斯河畔，地处当今的城镇布爾漢尼耶以西4千米处。但在后来其向东北迁移13千米到了现在的位置，即埃德雷米特。

## 历史

### 古典时期
最初在这里定居的包括爱琴海沿岸的土著居民利利格人以及邻近的密细亚地区的人。此后，吕底亚人、辛梅里亚人以及伊奥利亚希腊人也定居于此，伊奥利亚地区的名字也由来于此。公元前8世纪该地区成为城邦国家米蒂利尼的领地，城市阿德拉米狄翁则于公元前6世纪建立。根据亚里士多德的说法，阿德拉米狄翁由国王阿吕亚泰斯之子阿德拉米托斯（Adramytos）建立，并以其名字命名。阿吕亚泰斯的继任者克羅伊斯在登基之前，也曾管理过以阿德拉米狄翁为中心的地区。546年王国灭亡之后，阿德拉米狄翁落入波斯帝国的掌控之下，自前5世纪起成为赫勒斯滂弗里吉亚总督省份的一部分。前422年，赫勒斯滂弗里吉亚总督法尔奈克为来自提洛岛的流亡者提供庇护，让他们定居在了这座城市。此后阿德拉米狄翁被认为是一座希腊城市。吕底亚与卡里亚总督提萨斐尼属下的一位将军阿萨息斯（Arsaces） , 曾大批屠杀提洛人。最终在前421/420年，提洛人在雅典人的批准下，得以返回提洛岛。

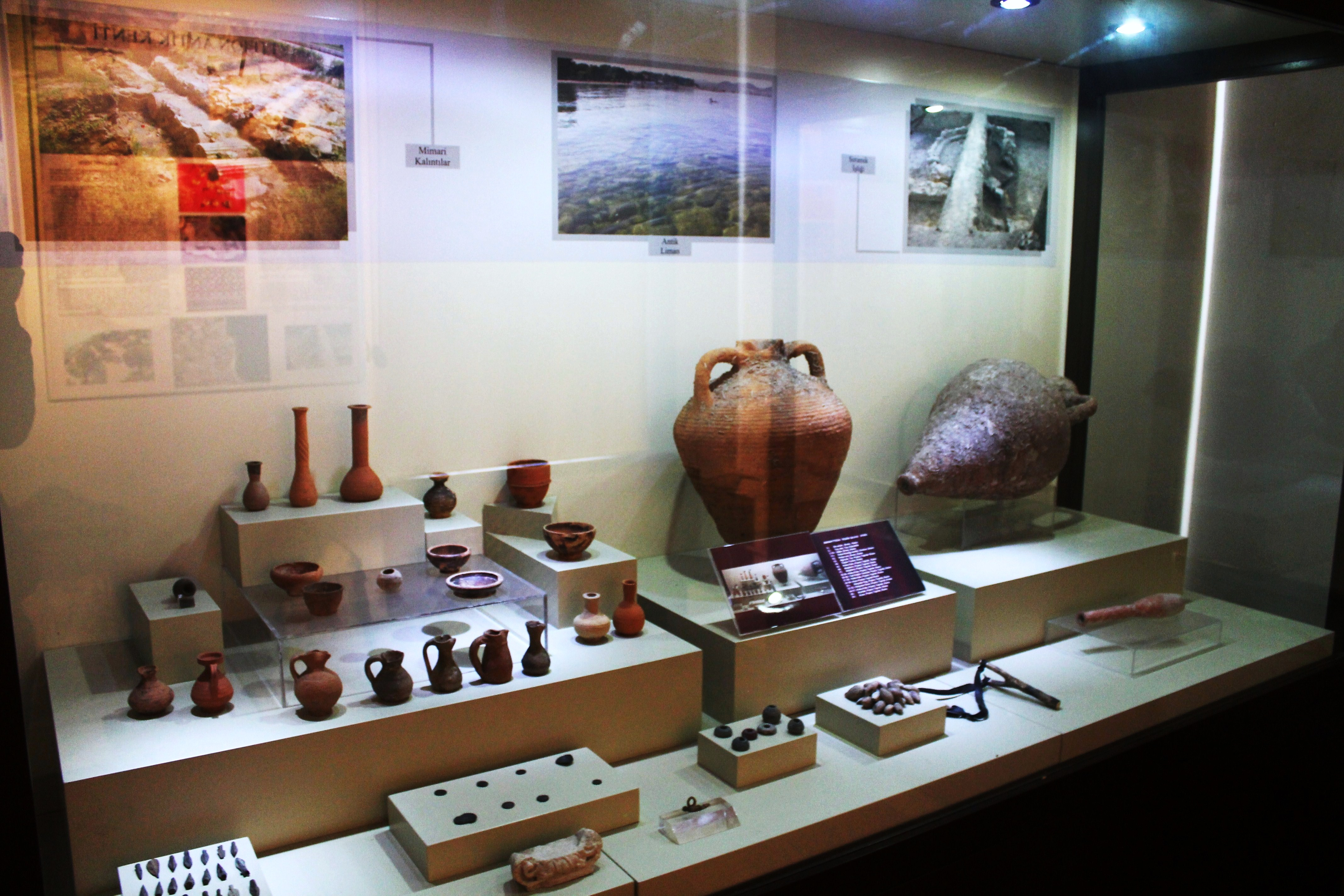
巴勒克埃西爾国民军博物馆所展出发现自阿德拉米狄翁的文物

前404年伯罗奔尼撒战争结束后，阿德拉米狄翁重新由米蒂利尼控制。希腊的万人雇佣军团在沿海岸进军的时候，曾途径阿德拉米狄翁。米蒂利尼的管辖延续到了前386年，此后根据安塔尔基达斯和约的条款波斯重掌此地。在波斯的总督叛乱中，赫勒斯滂弗里吉亚的总督阿里欧巴扎尼斯于前367年参与了反抗阿尔塔薛西斯二世的叛乱。前336年，吕底亚总督奧托夫拉達提斯与卡里亚总督摩索拉斯在阿德拉米狄翁将阿里欧巴扎尼斯包围。但这次围攻在前365年斯巴达国王阿格西莱二世到来之后便中止了。

### 希腊时期
前334年格拉尼庫斯河戰役取胜之后，亚历山大大帝控制了阿德拉米狄翁。前323年其去世之后，其帝国由繼業者根据巴比倫分封協議瓜分，列昂納托斯被委任为赫勒斯滂弗里吉亚的总督。前321年的特里帕拉迪蘇斯分封協議中，阿里達烏斯接替了列昂納托斯的赫勒斯滂弗里吉亚总督职位。前319年，阿德拉米狄翁与赫勒斯滂弗吉利亚皆被大弗里吉亚总督安提柯一世控制，直到第四次继业者战争中，该城市于前302年被色雷斯巴西琉斯利西馬科斯的盟軍將領普瑞迫勞斯强行占领。阿德拉米狄翁以及利西馬科斯在安纳托利亚地区的其他领土在前281年庫魯佩迪安戰役战败后被并入到塞琉古帝国。前3世纪，阿德拉米狄翁建造了一座人工港口，使得邻近的基斯特涅港黯然失色。
前3世纪中期，阿德拉米狄翁开始由塞琉古帝国名义上的附庸，歐邁尼斯一世治下的帕加马王国阿塔罗斯王朝统治。克里特战争期間，歐邁尼斯的继任者阿塔罗斯一世和罗德斯同盟對抗马其顿国王腓力五世，腓力在前201年率軍入侵了帕加马王国并劫掠了阿德拉米狄翁周边的乡村地区。作为罗马的盟友，帕加马参与了对抗塞琉古帝国的羅馬-敘利亞戰爭。前190年，安条克三世洗劫了阿德拉米狄翁的郊区，但是罗马-帕加马舰队的出现阻止了其夺取城市的企图。前2世纪，阿德拉米狄翁铸造了帕加马王国一种名为基斯托福鲁斯的银币。帕加马最后一任国王阿塔罗斯三世在其死后将王国赠予了罗马，因此，前133年，罗马开始统治阿德拉米狄翁。该城成为了罗马亚细亚行省的一部分。

### 罗马时期
前129至前126年间的亚细亚行省总督马尼乌斯·阿基利乌斯重修了连接阿德拉米狄翁与士麦那之间的道路。前1世纪，曾有一座著名的演讲学院坐落于该城。阿德拉米狄翁还曾是一处领土中心，管辖范围包括特洛阿德与密细亚西半部分。
在第一次米特拉达梯战争中，一名将军以及米特里達梯六世的支持者狄奥多罗斯杀死了城市的议会成员并将城市移交给了米特里達梯。前88年完全征服亚细亚行省后，米特里達梯下令将所有罗马居民杀死。在阿德拉米狄翁，罗马人被驱赶到海里，并被屠杀。战后亚细亚行省重新由罗马掌控，来自阿德拉米狄翁的著名演说家色诺克利（Xenocles）被送往罗马，以保障城市在战争期间的活动。但是，阿德拉米狄翁被剥夺了自治权，从此不得不向罗马定期缴税。
根据《使徒行传》27章記載，在前往罗马的途中，使徒保罗在亚大米田（阿德拉米狄翁）搭船离开濱海凱撒利亞，前往了米拉与吕基亚。
此后阿德拉米狄翁成为了罗马的一处关税中心。皇帝圖拉真在位时期（98年−117年），城市在地震中被毁，随后被皇帝重新建立。395年狄奧多西一世去世后，东西罗马分治，阿德拉米狄翁成为了东部帝国的一部分。

### 中世纪
7世纪拜占庭帝国的行政改革中，阿德拉米狄翁成为了色雷斯西亚军区的一部分。715年初，奥普西金军区的士兵发动兵变，进军至阿德拉米狄翁并在此拥立税务官狄奥多西为帝。后者不愿服从，逃往山区，但被寻获并强迫称帝。9世纪阿德拉米狄翁又归于萨摩斯军区管辖，成为该军区一位师长的驻地。一个位于阿德拉米狄翁腹地的分军区的虽然隶属色雷斯西亚军区，但其治所在阿德拉米狄翁。
约1090年，阿德拉米狄翁被突厥统治者札卡斯洗劫。但此后于1109年由菲洛卡利斯（Eumathios Philokales）重建。在此时期，阿德拉米狄翁被作为抵抗意大利人与突厥人进攻的据点。1112年初，在发现魯姆蘇丹國的馬立克沙意图入侵后，皇帝阿历克塞一世派遣了一支军队前往阿德拉米狄翁迎战，因为前者正沿着克尔索尼斯半岛进军。在皇帝曼努埃尔一世统治时期，阿德拉米狄翁成为了新设的新卡斯特拉军区的一部分。第二次十字军东征期间，法兰西十字军南下向以弗所进军期间曾途径此地。1183年安德洛尼卡一世即位之时，安德洛尼卡·拉帕达斯发动叛乱并向比提尼亞进发加入叛军，但在阿德拉米狄翁被擒获并被监禁。大将军米海爾·史特里弗諾斯曾向热那亚商人卡佛里奥（Cafforio）课收罚金，后者随后在1197年劫掠了爱琴海沿岸城市并攻陷了阿德拉米狄翁。
1204年第四次东征中，十字军攻陷君士坦丁堡并组建拉丁帝国后，拉丁皇帝鲍德温一世将赫勒斯滂阿卑多斯至阿德拉米狄翁之间的土地允诺给了其兄弟佛兰德的亨利，后者在1204/1205年冬季占据了阿德拉米狄翁。拜占庭的狄奥多拉·曼加法斯试图夺回此地，但在1205年3月19日的阿德拉米狄翁战役中被亨利击败。同年晚些时候，阿德拉米狄翁被尼西亚帝国收复。此后尼西亚一直掌控该城至1211年，但在1211年10月林达库斯战役中尼西亚皇帝狄奥多拉一世战败后被亨利重新夺取。狄奥多拉一世此后在尼姆法伊翁和约中将该城割让给拉丁帝国。1224年，安纳托利亚的拉丁人统治崩溃，阿德拉米狄翁由尼西亚帝国重新占领。
此后在1261年的另一个尼姆法伊翁和约中，热那亚共和国被允诺获得贸易特权，包括在阿德拉米狄翁以及其他爱琴海城镇市场的特权。1268年，威尼斯人在阿德拉米狄翁获得了特许权。1284年初，皇帝安德洛尼卡二世在该城举行了一次宗教会议，来与君士坦丁堡大主教阿尔瑟尼奥斯的支持者和解。阿尔瑟尼奥斯被宣布为殉道者，他先前未被安德洛尼卡二世的父亲米海尔八世好好对待，还曾被其免职。作为交换，其支持者们暂时承认了对大主教格里高利二世的任命。
1302年7月，在巴菲烏斯之戰中战胜拜占庭帝国之后，奧斯曼王朝的建立者奥斯曼一世侵袭了阿德拉米狄翁的乡村地区。1304年，来自突厥人的威胁使得福西亚的热那亚人在阿德拉米狄翁一样获得了特许权。在1334年之前，该城市落入了卡拉斯突厥人的手中。此后在14世纪中期，卡拉斯贝伊国包括阿德拉米狄翁在内，都被并入到了奥斯曼贝伊国之中。

## 教会史
公元325年，阿德拉米狄翁（亚大米田）教区成为以弗所总教区的副主教区。当地主教赫拉迪乌斯（Helladius）曾在431年出席了以弗所公會議，奥勒留（Aurelius）曾出席过448年君士坦丁堡的宗教会议。 弗拉维阿努斯（Flavianus）曾出席过449年的第二次以弗所公会议和451年的迦克墩公會議。狄奥多拉在680年出席过第三次君士坦丁堡公會議，巴西琉斯在787年出席过第二次尼西亞公會議。米海尔曾出席过869年的君士坦丁堡公会议。
塞尔吉乌斯（Sergius）在11世纪初曾担任阿德拉米狄翁主教，此后则是主教格奥尔基（George）活跃于这一世纪。君士坦丁在11至12世纪成为主教。12世纪下半叶的主教则是约翰。1167年，格里高利成为主教。1230年，主教格奥尔基出席了以弗所宗教会议。13世纪末，阿塔纳修斯（Athanasius）成为主教。15世纪，阿德拉米狄翁教区废置，但在1922年2月19日和原来的帕加马总教区合并成为了帕加马和阿德拉米狄翁总教区 。1923年在希臘土耳其人口互換后，其成为了名义上的教区。
拉丁帝国时期，在1211与1224年间，曾有一位拉丁主教被任命，其亦成为基齐库斯总教区的副主教区。自15世纪中期起，这里成为了罗马天主教會的一个领衔教区。

## 位置
阿德拉米狄翁迁至其如今位置埃德雷米特的时间有所争论。威廉·托马谢克认为是在罗马皇帝图拉真统治时期，但有人认为在其统治时期没有理由搬迁城市，海盗侵扰是这么做的唯一原因，但其可能性几乎可以忽略不计。基佩尔特（Kiepert）认为其迁移发生在1109年，然而，学者们指出，当时并无资料表明这座城市在内陆重建。此外也有人认为，其迁移是在1197年热那亚海盗将其摧毁之后发生。

## 知名人物
- 安德里斯库斯（前149年－前148年在位），马其顿国王
- 阿德拉米狄翁的狄奥多罗斯（英语：Diodorus of Adramyttium）（前1世纪），將軍和哲学家
- 狄奧多西三世（活跃于715年－717年），拜占庭皇帝

### 引用
1. 1 2 3  Karavul et al. (2010), pp. 876-877
2. 1 2  Constantakopoulou (2010), pp. 240-241
3. 1 2 3 4  Hansen & Nielsen (2004), p. 1038
4. ↑  Parke (1984), p. 218
5. ↑  Magie (2015), p. 83
6. ↑  Foster & Lateiner (2012), p. 274
7. ↑  Leaf (1923), p. 307
8. 1 2  Lendering (2005)
9. 1 2  Almagor (2012)
10. ↑  Coruhlu (2012), p. 63
11. ↑  Roberts (2007)
12. ↑  Roisman (2012), p. 174
13. ↑  Tritle (2013), p. 130
14. ↑  Magie (2015), p. 89
15. ↑  Will (1984), p. 113
16. ↑  Leaf (1923), p. 267
17. ↑  Picón & Hemingway (2016), p. 34
18. 1 2  Magie (2017), p. 905
19. ↑  Magie (2017), p. 757
20. ↑  Magie (2017), p. 776
21. 1 2  Coruhlu (2012), p. 64
22. 1 2 3 4 5  Kiminas (2009), p. 81
23. 1 2  Mills & Bullard (1990), p. 12
24. ↑  Magie (2015), p. 157
25. ↑  Magie (2017), p. 1060
26. ↑  Magie (2017), p. 1062
27. ↑  Magie (2015), pp. 216-217
28. ↑  Magie (2015), pp. 236-237
29. ↑  Acts 27:2
30. ↑  Karavul et al. (2010), p. 878
31. 1 2 3  Nesbitt & Oikonomides (1996), p. 23
32. ↑  Kazhdan (1991a)
33. ↑  Venning & Harris (2006), p. 195
34. ↑  Norwich (1988), p. 349
35. 1 2 3 4 5  Foss (1991)
36. ↑  Venning & Harris (2006), p. 450
37. ↑  Haldon & Davis (2002), p. 97
38. ↑  Hendy (2008), pp. 107-108
39. ↑  Kazhdan & Wharton (1985), pp. 54-55
40. ↑  Venning & Harris (2006), p. 535
41. ↑  Van Tricht (2011), p. 106
42. ↑  Brand (1991a)
43. ↑  Van Tricht (2011), p. 104
44. ↑  Brand (1991b)
45. ↑  Venning & Harris (2006), p. 559
46. ↑  Venning & Harris (2006), p. 569
47. ↑  Kazhdan (1991b)
48. ↑  Venning & Harris (2006), p. 622
49. ↑  Venning & Harris (2006), p. 636
50. ↑  Zachariadou (1991)
51. 1 2 3 4  Pétridès (1912), coll. 596
52. 1 2 3 4  Culerrier (1987), p. 153
53. ↑  Van Tricht (2011), p. 325
54. 1 2  Leaf (1923), p. 323